# Cabuya (Herrera)
Cabuya è un comune (corregimiento) della Repubblica di Panama situato nel distretto di Parita, provincia di Herrera. Si estende su una superficie di 59,5 km² e conta una popolazione di 1.092 abitanti (censimento 2010).